# Vetstaartbuidelmuis
De vetstaartbuidelmuis (Pseudantechinus macdonnellensis) is een buidelmuis uit het geslacht Pseudantechinus. De wetenschappelijke naam van de soort werd voor het eerst geldig gepubliceerd door Walter Baldwin Spencer in 1896.

## Taxonomie
In 2000 werd een nieuwe soort afgesplitst van deze soort: Pseudantechinus roryi, voorkomend in de Pilbara van West-Australië. In 2018 bleek deze soort echter niet te onderscheiden van P. macdonnellensis, waarna het als synoniem van deze soort wordt gerekend.

## Kenmerken
De vetstaartbuidelmuis is een gedrongen Pseudantechinus met een korte, sterk opgezwollen staart. De bovenkant van het lichaam is grijsbruin, de onderkant wit. Achter de oren zitten grote oranje plekken. De kop-romplengte bedraagt 75 tot 94 mm, de staartlengte 72 tot 90 mm, de achtervoetlengte 12,5 tot 15,0 mm, de oorlengte 13 tot 19 mm en het gewicht 18 tot 33 g. Vrouwtjes hebben 6 mammae.

## Leefwijze
Deze soort is 's nachts actief en leeft van insecten.

## Verspreiding
Deze soort komt voor in rotsachtige gebieden met pollen gras en struikjes in het midden en westen van Australië (centraal en oostelijk West-Australië, noordwestelijk Zuid-Australië, en het midden en zuiden van het Noordelijk Territorium). Ook komt hij voor in het westen van West-Australië, van de Pilbara tot de Gibsonwoestijn. Deze populaties werden voorheen tot de aparte soort Pseudantechinus roryi gerekend.

## Voortplanting
Na een draagtijd van 45 tot 55 dagen bevalt het vrouwtje van 6 jongen, evenveel als ze tepels heeft. De jongen verblijven 40 dagen in haar buidel en worden tot de 14de week in het nest gezoogd. De worpen van tot zes jongen worden in het oosten van zijn verspreiding tussen juli en september geboren, maar in het westen wat later.
Pseudantechinus bilarni · Vetstaartbuidelmuis (Pseudantechinus macdonnellensis) · Pseudantechinus mimulus · Pseudantechinus ningbing · Pseudantechinus woolleyae